# Sistem Barra
Sistem Barra je tehnika pasivnega ogrevanja stavb. Ime je dobila po italijanu Horazio Barra, ki je razvil to tehniko. Uporablja kolektorsko steno, ki absorbira sončno sevanje in ga hrani v obliki toplote. Uporablja tudi efekt termosifona, razdeli topel zrak skozi kanale v betonskih ploščah in tako ogreva stavbo. V vročem vremenu lahko deluje tudi obratno, hladi stavbo s hladnim zrakom ponoči.
Barra sistem se večinoma uporablja v Evropi, kjer so zgradili več uspešnih sistemov, drugje je malo poznan.
Za hranjenje toplote se lahko uporablja več materialov: beton, ki je sorazmerno težak in vodo z veliko specifično toploto. Za boljši prenos toplote se lahko uporablja ventilator.
Sistem lahko zelo zmanjša stroške ogrevanja.